# سانتياغو كانيزاريس
خوسيه سانتياغو كانيزاريس روز (بالإسبانية: Santiago Cañizares)‏، من مواليد 18 ديسمبر 1969 في مدريد في إسبانيا، لاعب كرة قدم إسباني، يلعب كحارس مرمى.
بدأ مسيرته الكروية مع نادي ريال مدريد في موسم 1988/1989، وفي موسم 1989/1990 انتقل إلى رديف ريال مدريد، ولعب معهم 35 مباراة، وفي موسم 1990/1991 انتقل إلى نادي إلتشه، ولعب معهم 7 مباريات، وفي موسم 1991/1992 انتقل إلى نادي مريدا، ولعب معهم 38 مباراة، وفي عام 1992 انتقل إلى نادي سيلتا فيغو، ولعب معهم حتى عام 1994، وشارك معهم في 74 مباراة، وفي عام 1994 انتقل إلى نادي ريال مدريد، ولعب معهم حتى عام 1998، وشارك معهم في 41 مباراة، ومنذ عام 1998 وهو يلعب مع نادي فالنسيا.
لعب مع فالنسيا نهائي 2000 و 2001 و خسرها .
في نهائي 2001 اثر هزيمة فريقه لصالح بايرن ميونيخ بعد ركلات ترجيحية حاسمة انفجر بالبكاء في الملعب فأتى إليه أوليفر كان حارس البايرن ليواسيه. انتشرت شائعات في المنتديات العربية دون غيرها تنسب سبب بكائه لوفاة أمه، وهي شائعات عارية من الصحة.
و قد بدأ باللعب مع منتخب إسبانيا لكرة القدم في عام 1993.
و قد قاد فالنسيا لنهائي دوري ابطال أوروبا مرتين في 2000\2001 و 2001\2002 و خسر المرتين

## روابط خارجية
- سانتياغو كانيزاريس على موقع الاتحاد الدولي (مؤرشف)  (الإنجليزية)
- سانتياغو كانيزاريس على موقع الاتحاد الأوربي (الإنجليزية)
- سانتياغو كانيزاريس على موقع قاعدة بيانات كرة القدم.إي يو (الإنجليزية)
- سانتياغو كانيزاريس على موقع بيانات كرة القدم. دي إي (الألمانية)
- سانتياغو كانيزاريس على موقع ليكيب (الفرنسية)
- سانتياغو كانيزاريس على موقع ناشيونال فوتبول تيمز (الإنجليزية)
- سانتياغو كانيزاريس على موقع عالم كرة القدم.نت (الإنجليزية)
- سانتياغو كانيزاريس على موقع DriverDB.com (الإنجليزية)
- سانتياغو كانيزاريس على موقع أوليمبيديا (الإنجليزية)